# Pomacentrus vaiuli
Pomacentrus vaiuli és una espècie de peix de la família dels pomacèntrids i de l'ordre dels perciformes.

## Morfologia
Els mascles poden assolir els 10 cm de longitud total.

## Distribució geogràfica
Es troba des de les Illes Moluques fins a Samoa, les Illes Izu i Nova Caledònia.